# Quartetto di Robert
Il Quartetto di Robert è un gruppo di galassie compatto situato a circa 160 milioni di anni luce dal sistema solare, in direzione della costellazione della Fenice. È un gruppo, scoperto il 30 settembre 1834 da John Herschel, formato da quattro galassie molto diverse, avviate ad un processo di collisione e fusione, e precisamente NGC 87, NGC 88, NGC 89 e NGC 92. Inoltre un'altra galassia, NGC 101, è vagamente in relazione con il gruppo.
Il Quartetto di Robert è uno dei più chiari esempi di cosa si intenda per gruppo compatto di galassie.  Questi gruppi sono formati da quattro a otto galassie raccolte in una regione di spazio piuttosto piccola e rappresentano un'eccellente fonte di studio sulle interazioni galattiche e i loro effetti, in particolare sulla formazione stellare. La magnitudine visuale totale del gruppo è di 13 e l'elemento più luminoso ha una magnitudine di 14. Le quattro galassie sono raccolte in un cerchio con raggio di 1,6 arcmin che corrisponde a 75.000 anni luce.  Il nome del gruppo è stato assegnato da Halton Arp e Barry F. Madore, che compilarono nel 1987 A Catalogue of Southern Peculiar Galaxies and Associations.

## Membri

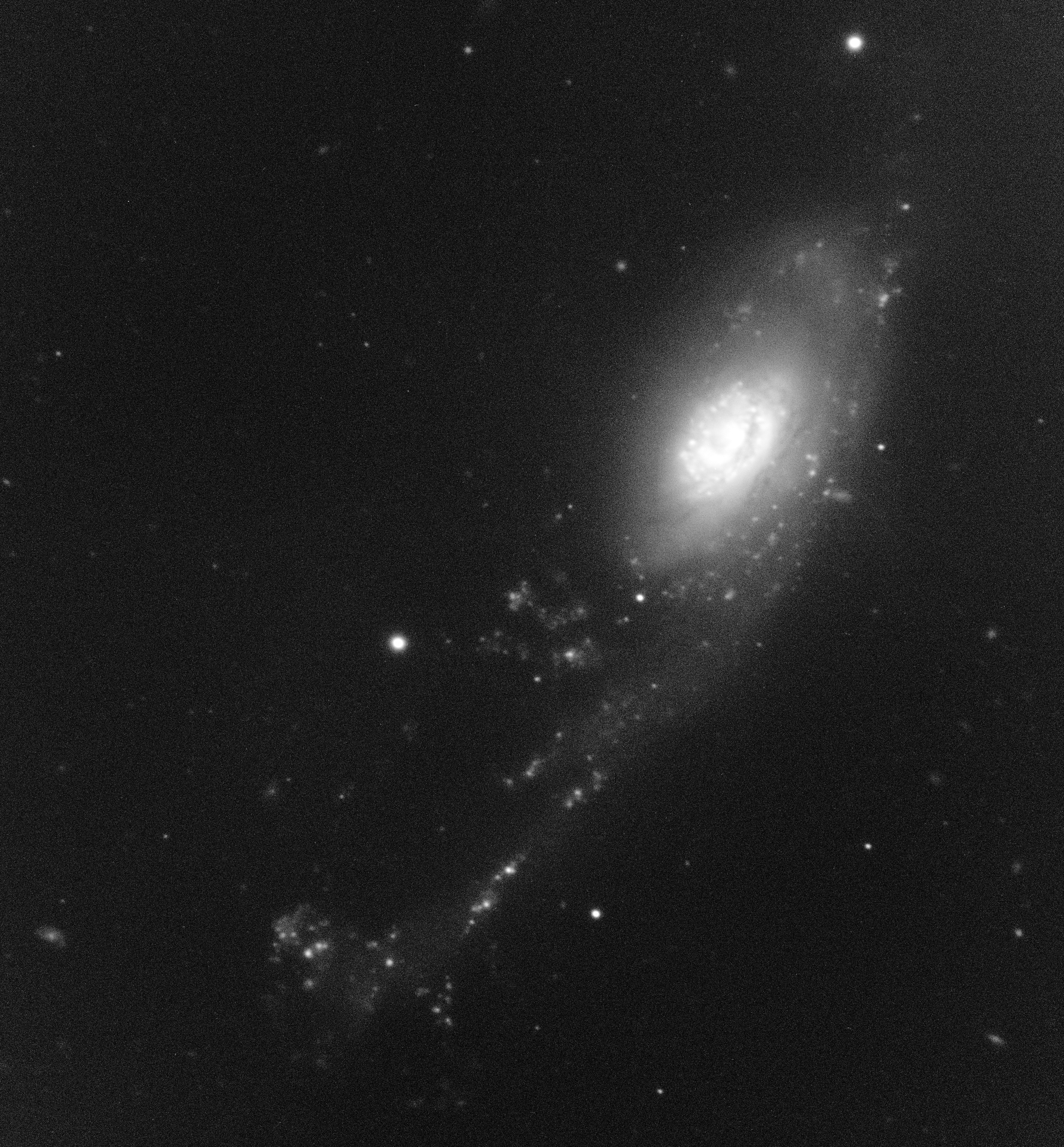
La galassia più grande del Quartetto di Robert è NGC 92, una galassia spirale Sa con un’insolita morfologia.

| Nome    | Tipo         | Distanza (milioni di anni luce) | Magnitudo |
| ------- | ------------ | ------------------------------- | --------- |
| NGC 87  | IBm pec.     | 155                             | +14,5     |
| NGC 88  | SB(rs)a pec. | 156                             | +15,21    |
| NGC 89  | SB0(s)a pec. | 149                             | +14,57    |
| NGC 92  | SAa pec.     | 146                             | +14,29    |
| NGC 101 | Sc           | 154                             | +13,46    |